# Gedern (Witten)

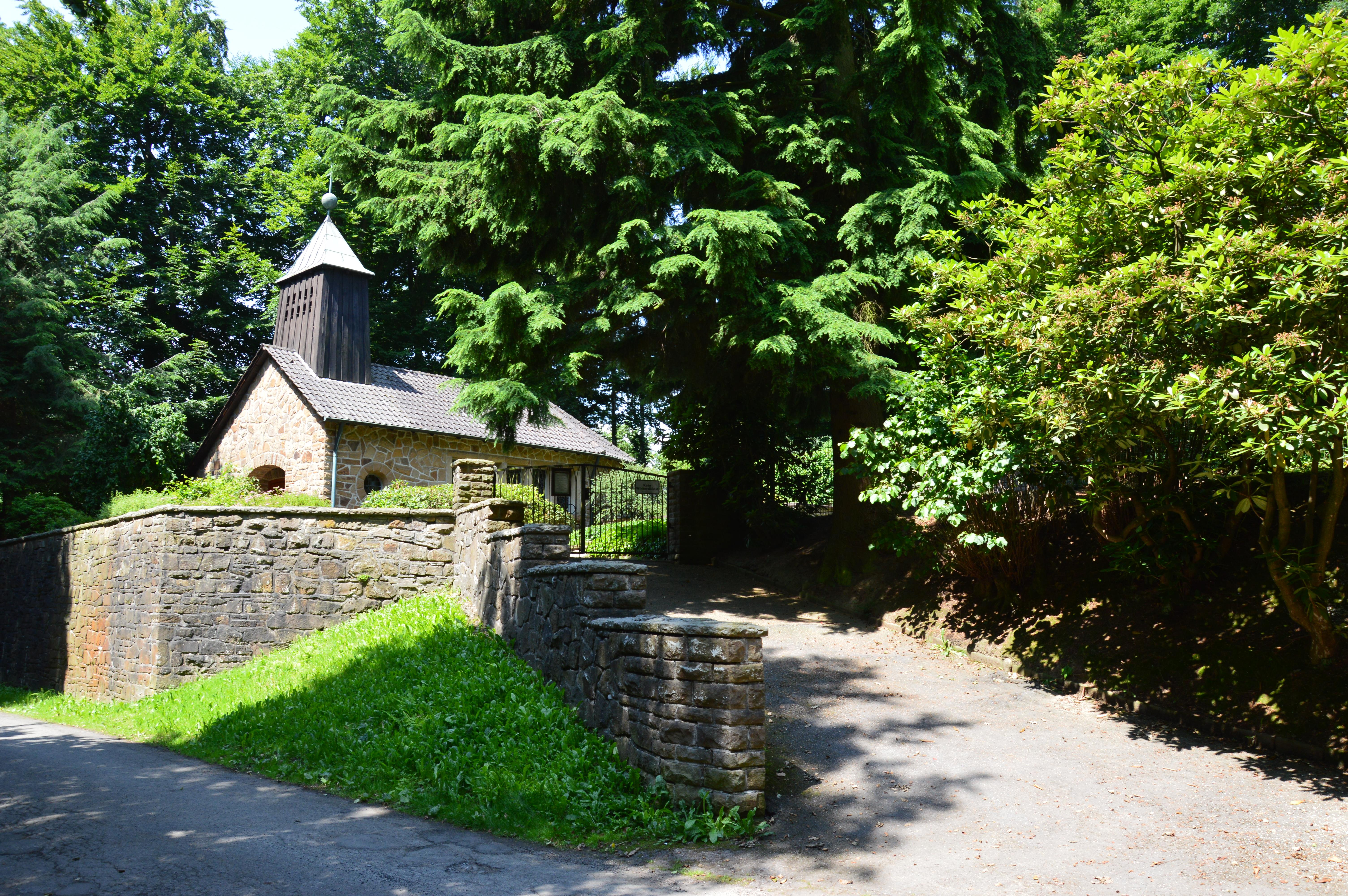
Kapelle

Gedern ist ein Ortsteil von Annen, einem Stadtteil von Witten in Nordrhein-Westfalen. Er hatte am 31. Dezember 2018 insgesamt 60 Einwohner.

## Geschichte

### Erste Nennung
1351 wird Gedern erstmals im Volmarsteiner Lehnsregister Diderichs von Malingrode erwähnt. Fünf Höfe bildeten Gedern. Von ihnen lagen zwei im so genannten Obergedern (s. Gut Obergedern) und drei in der Talaue direkt an der Ruhr. Da sich bereits fünf Höfe in diesem Gebiet befanden, kann man davon ausgehen, dass Gedern weitaus älter sein muss. Die Höfe waren dem Haus Mallinckrodt in Herdecke abgabepflichtig, die ihrerseits im Dienste der Herren von Volmarstein standen.

### Bauerschaft
Während der Industrialisierung der Region im 19. Jahrhundert blieb Gedern bäuerlich geprägt.

### Teilung
1817 wurde in der neuentstandenen preußischen Provinz Westfalen der Landkreis Dortmund gegründet. Für Gedern hatte dies die Teilung zur Folge. Der westliche Teil Gederns fiel 1818 an Annen, der östliche Teil wurde der Gemeinde Ende zugeordnet, die sich wiederum im Landkreis Hagen befand. Mit der Eingemeindung Annens im Jahr 1929 wurde der westliche Teil Gederns ein Teil von Witten. Heute wird Gedern als Ortsteil von Annen in der offiziellen Gemarkung der Stadt geführt. Der östliche Teil Gederns gehört seit dem Anschluss von Ende im Jahre 1939 an Herdecke zum Stadtgebiet der Wittener Nachbarstadt.

### Gegenwart
Gedern ist äußerst dünn besiedelt, ein Teil der im Ortsteil gelegenen Wälder befinden sich in Privatbesitz, im Gegensatz zum Gros des Wittener Waldbestandes, der von der Stadt verwaltet wird. Die Wälder sind allerdings frei zugänglich, es wird in einem kleinen Rahmen Holzwirtschaft betrieben. Die Ruhrauen bei Gedern stehen unter Naturschutz (Naturschutzgebiet Ruhraue Witten-Gedern). Im Ortsteil liegt der ehemalige Steinbruch Rauen.

### Schule
1904 wurde in Gedern eine Volksschule eingerichtet. Seit 1972 befindet sich in diesem Schulgebäude das Wittener Tierheim.